# Еро-Крампс-Моран
Еро-Крампс-Моран (фр. Eyraud-Crempse-Maurens) — муніципалітет у Франції, у регіоні Нова Аквітанія, департамент Дордонь. Еро-Крампс-Моран утворено 1 січня 2019 року шляхом злиття муніципалітетів Моран, Лавесьєр, Сен-Жан-д'Еро i Сен-Жульєн-де-Крампс. Адміністративним центром муніципалітету є Моран. Населення — 1629 осіб (01.01.2021).